# Mano nel gilet

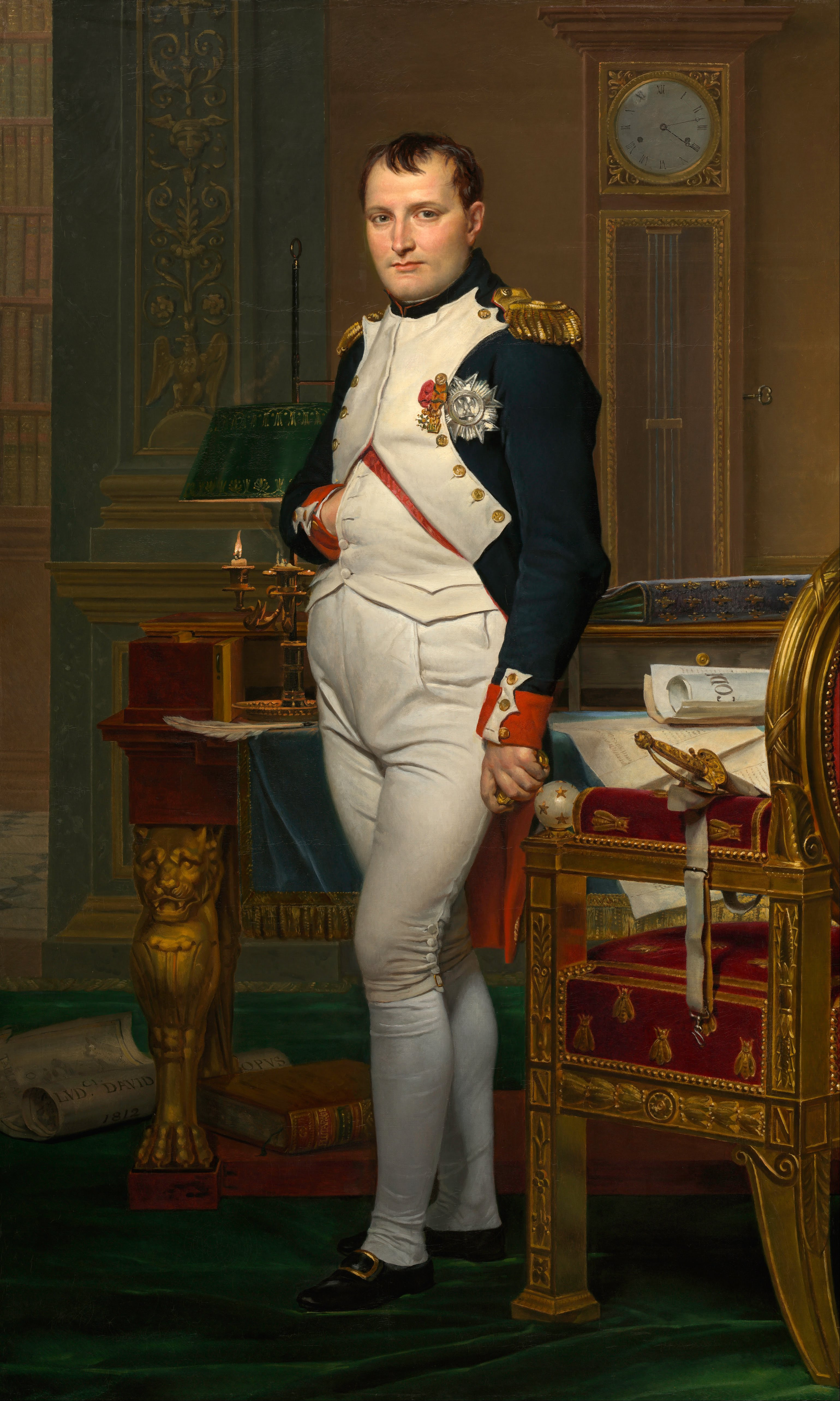
Napoleone nel suo gabinetto di lavoro di Jacques-Louis David, celebre esempio di ritratto "mano nel gilet"

La mano nel gilet è una postura del soggetto ripresa nei ritratti tra XVIII e XIX secolo, che consisteva nel rappresentare una persona con una mano posta all'interno del gilet o della giacca, tra il torace e il ventre. Questo gesto, regolarmente associato alla figura di Napoleone Bonaparte, ha dato adito a diverse spiegazioni, dalle più plausibili alle più fantasiose. La prima e più famosa delle spiegazioni di questo gesto, ben esposta dallo storico Thierry Lentz, racconta che Napoleone fosse solito portarsi la mano al ventre a causa di una serie di dolori di stomaco, probabilmente dovuti al tumore che si ritiene la sua causa di morte.
La postura è presente nei ritratti di diverse personalità e per essa si sono ritrovate due cause possibili:
- il gesto si ritrova nei ritratti ufficiali, già prima di Napoleone, in quanto risalente all'età classica: il retore greco Eschine riteneva che parlare con una mano fuori dal chitone fosse segno di cattiva educazione, e infatti vi sono statue che lo ritraggono con la mano infilata in esso;
- nel Settecento era reputato sconveniente il lasciar cadere le braccia pendenti lungo il corpo, ma i pantaloni non avevano tasche e pertanto gli uomini portavano la mano sotto la giacca; questo costume fu raccomandato anche dallo scrittore ed ecclesiastico Jean-Baptiste de La Salle nel suo Les règles de la bienséance et de la civilité chrétienne del 1702.

## Galleria d'immagini

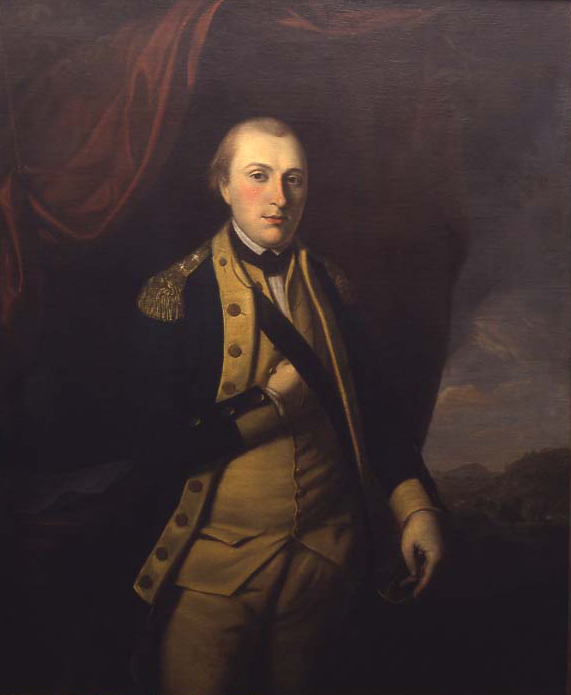
Gilbert du Motier de La Fayette
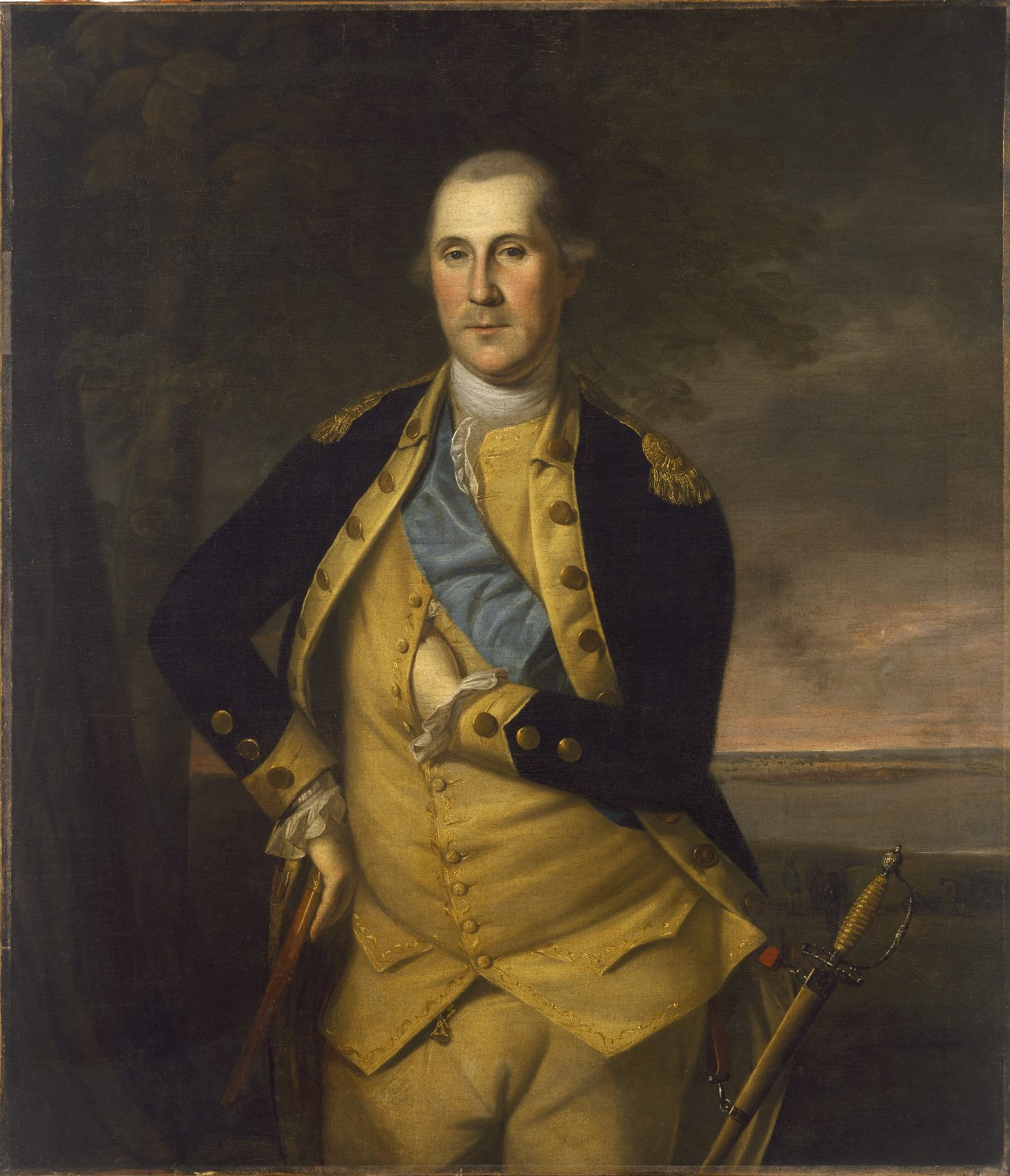
George Washington
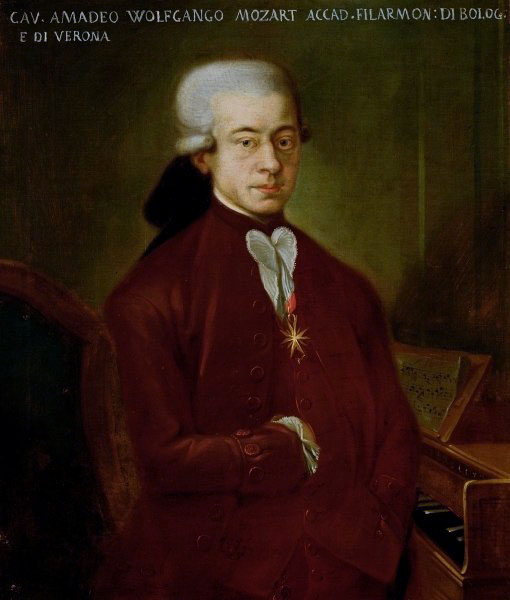
Wolfgang Amadeus Mozart
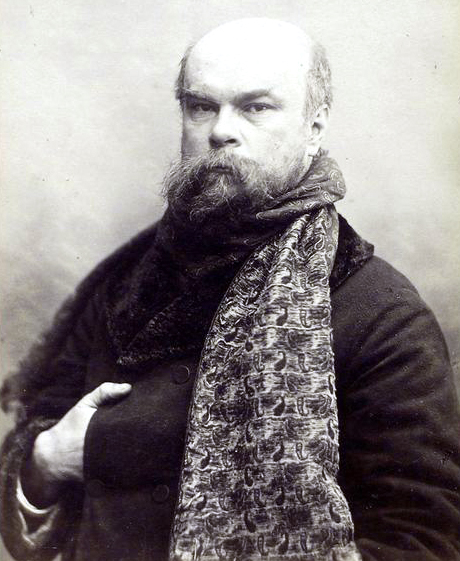
Paul Verlaine
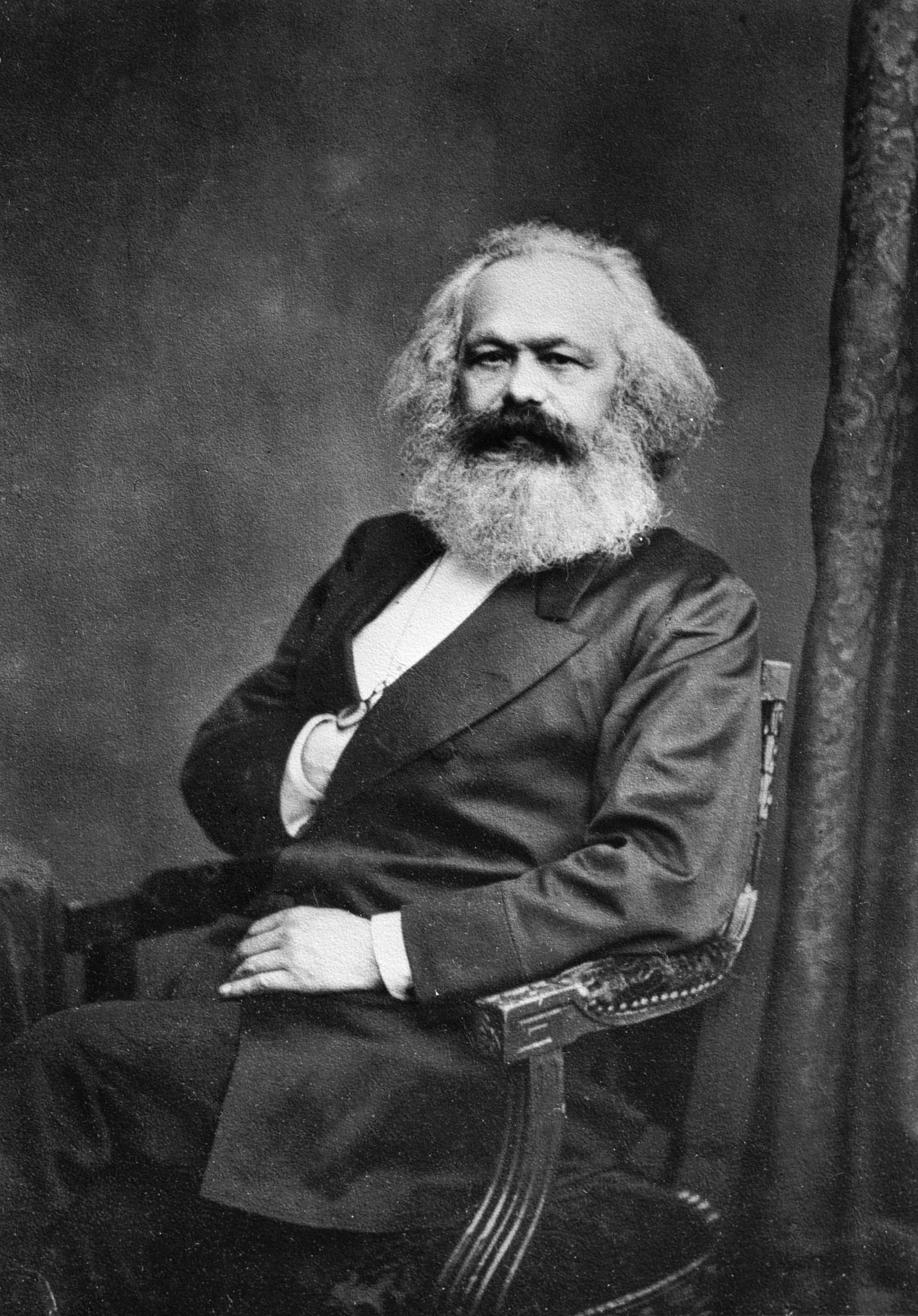
Karl Marx